# Closterocerus flavicinctus
Closterocerus flavicinctus är en stekelart som beskrevs av De Santis 1983. Closterocerus flavicinctus ingår i släktet Closterocerus och familjen finglanssteklar. Inga underarter finns listade i Catalogue of Life.